# White lady
Il White lady è un cocktail di tipo all day sour a base di gin e triple sec, con tecnica Shake & Strain. È un cocktail ufficiale dell'IBA.

## Storia
Molti paesi ne rivendicano la paternità. La Francia vuole che sia stato creato in onore dell'opera La Dame invisible di François-Adrien Boieldieu; Stati Uniti secondo i quali fu dedicato a Ella Fitzgerald che con abito bianco cantava Sophisticated lady.  
La storia più attendibile racconta che sia stato inventato a Parigi nel 1919, nell'Harry's Bar, da Harry MacElhone, lo stesso inventore del Sidecar e dell'Alexander. Lo preparò per una donna dal vestito bianco che entrò nel bar ed ebbe un malore: lui miscelò questi tre ingredienti e la donna dopo un attimo si riprese. Da questa storia nasce il nome White Lady.

## Composizione
- 4 cl di gin
- 3 cl di triple sec
- 2 cl di succo di limone fresco

## Preparazione
Prendere una coppetta da cocktail e riempirla di ghiaccio per raffreddarla. In uno shaker riempito di ghiaccio versare 4 cl di gin, 3 cl di triple sec e 2 cl di succo di limone fresco. Agitare bene e poi filtrare nella coppetta da cocktail svuotata del ghiaccio. Servire senza cannuccia.
Nel ricettario IBA del 1990 la ricetta prevedeva 5/10 di gin, 3/10 cointreau e 2/10 di succo di limone fresco.